# سیسلا کایل
سیسلا کایل (انگلیسی: Sissela Kyle؛ زادهٔ ۱۷ مارس ۱۹۵۷ ‏(۶۸ سال)) هنرپیشه، کمدین اهل سوئد است.